# Great Dividing Range
Great Dividing Range är Australiens största bergskedja. Den är mer än 3 500 kilometer lång och sträcker sig från Queenslands nordspets längs Australiens östkust ned genom New South Wales och in i Victoria, där den viker av åt väster och slutligen försvinner på den centrala slätten vid bergen Grampians.
Australiens högsta berg Mount Kosciuszko ingår i Great Dividing Range.
I centrala och östra Queensland har Great Dividing Range orsakat en översvämingskatastrof. Det berör området sydväst om staden Cairns där lågtryck kom in i område och träffade höglandet och Great Dividing Range. Detta orsakade 2010–2011 en frapperande översvämningskatastrof där 38 människor omkom. Kostnaderna har beräknats till 30 miljarder dollar.

## Se även

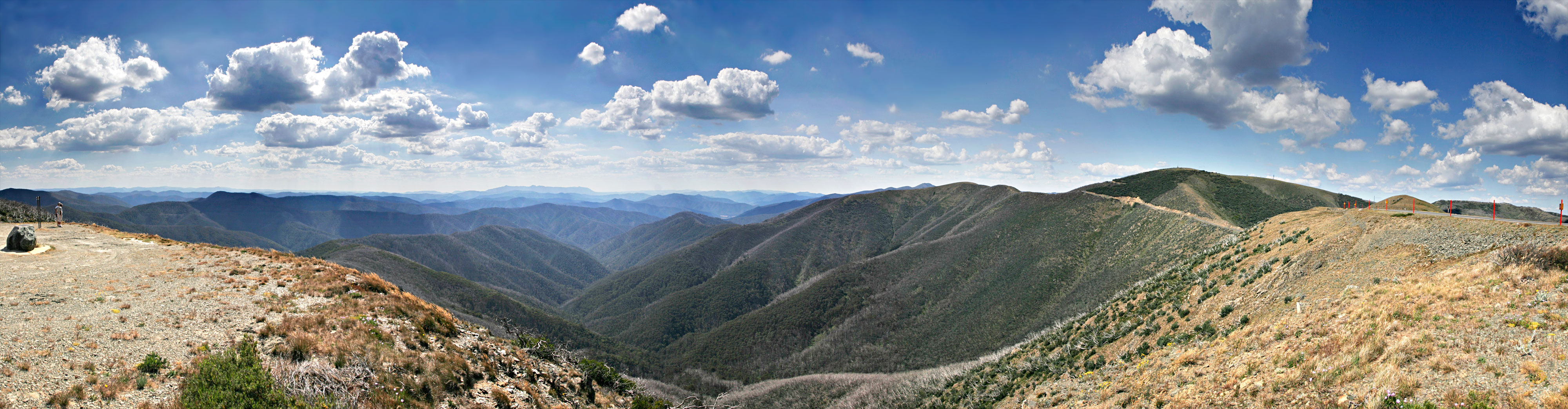
Great Dividing Range sett från området vid Mount Hotham i delstaten Victoria.